# Síndrome de la llama berserker

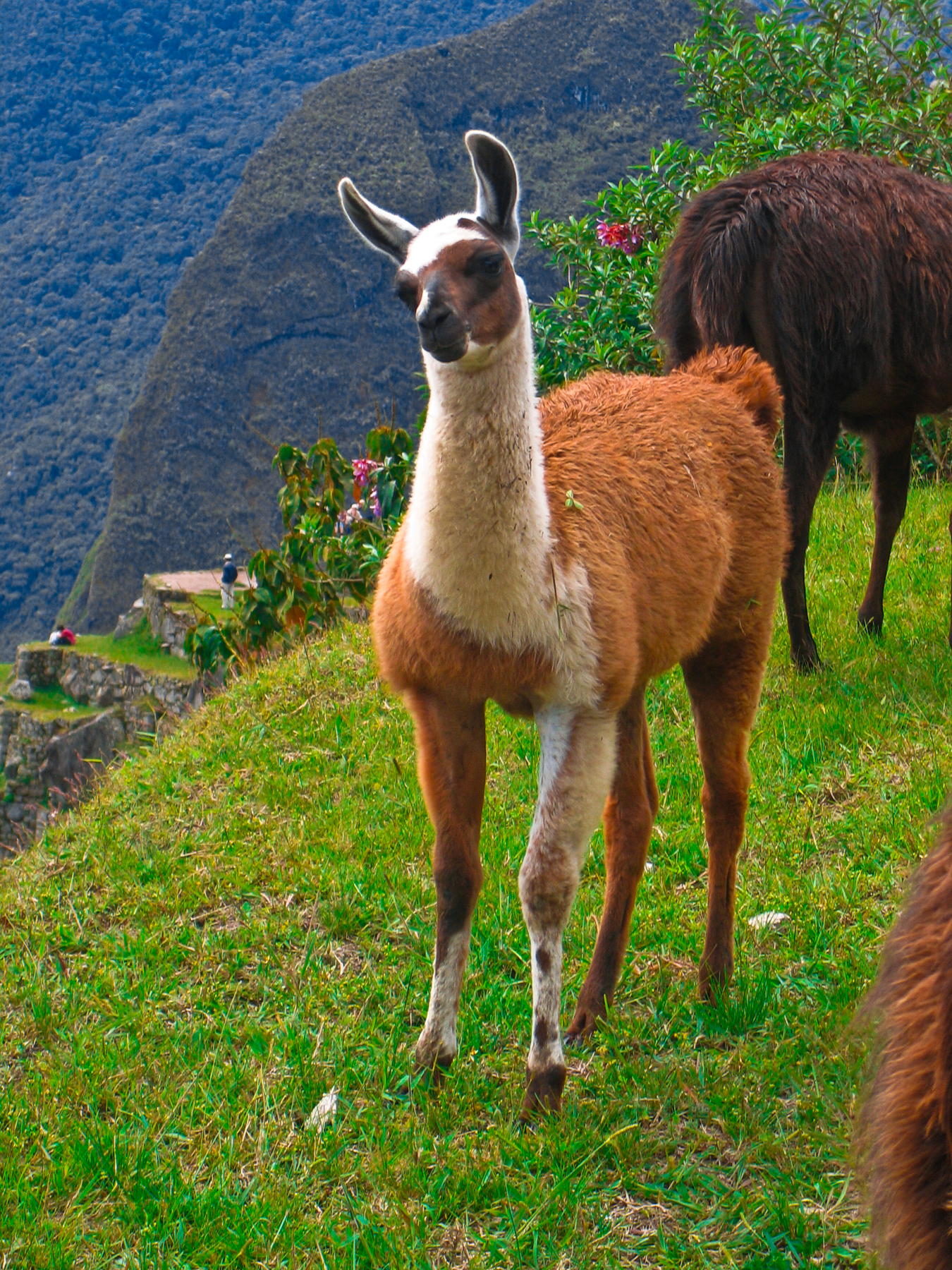
Las llamas berserker confunden a sus cuidadores con congéneres, lo que las lleva a extender el comportamiento agresivo que tienen entre ellas hacia los humanos

El síndrome de la llama berserker, también conocido como síndrome del macho berserker (ya que es más pronunciado en los machos), es una condición psicológica que padecen las llamas y alpacas criadas por los seres humanos; lo que provoca que estas exhiban un comportamiento agresivo hacia los humanos. El término, sin embargo, ha sido utilizado en demasía, y a veces se ha utilizado aplicado a llamas que simplemente tienen personalidades agresivas y que no son realmente "berserker".
Esta condición es el resultado de la impronta que experimenta la llama con sus manejadores humanos, a tal punto que esta considera a los humanos como miembros de la misma especie. La impronta puede ser causada por recibir alimentación con biberón y por el aislamiento de otras llamas.
Las interacciones intraespecie de las llamas entre machos adultos pueden ser agresivas, con comportamientos que incluyen los topetazos, patadas en el pecho y mordidas; ya que son animales fuertemente territoriales. Las llamas macho que padecen esta condición pueden exhibir un comportamiento peligroso hacia los humanos por lo que, por lo general, deben ser eutanasiadas. Las llamas hembra también puede sufrir de este síndrome, pero por lo general su comportamiento se limita a escupir y a presentar un manejo dificultoso.
En los machos el síndrome de llama berserker puede prevenirse castrando a los animales antes de la pubertad.